# Svartatjärnen (Östra Frölunda socken, Västergötland)
Svartatjärnen är en sjö i Svenljunga kommun i Västergötland och ingår i Ätrans huvudavrinningsområde.